# Michel David-Weill
Pour les autres membres de la famille, voir Famille David-Weill.
Pour les articles homonymes, voir David et Weill.
Michel David-Weill, né le 23 novembre 1932 dans le 7e arrondissement de Paris et mort le 16 juin 2022 à New York, est un banquier, mécène et collectionneur d'art français.

## Biographie
Michel David-Weill suit ses études au lycée français de New York, puis à l'Institut d'études politiques de Paris. Il rejoint la banque familiale en 1956. Surnommé « Le dernier empereur de Wall Street » par le magazine américain Business Week en 1988, il est président-directeur général de la banque Lazard de 1975 à 2001.
Il nomme Bruce Wasserstein pour diriger Lazard après lui. Une guerre de pouvoir escalade entre les deux hommes : en 2003, Wasserstein tente de modifier le système capitalistique pour réduire David-Weill à un actionnaire minoritaire, mais ce plan échoue.
Il fut également président de la Société anonyme de la Rue impériale de Lyon, de la holding Gaz et Eaux, d'Eurafrance, président du conseil de surveillance de Sovac (1982-1995), vice-président de BSN puis du groupe Danone, administrateur d'ITT, membre du conseil de surveillance de Publicis, associé-gérant de Partena et de Partemiel, gérant de Parteger et de Parteman et directeur de Banca Leonardo. Il est aussi président du conseil de surveillance d'Eurazeo.
Comme son père, Pierre David-Weill, auparavant, il est élu, en 1982, membre libre de l'Académie des beaux-arts. À la suite de la disparition du graveur Pierre-Yves Trémois (1921-2020) qui avait été élu en 1978, il en devient le doyen d'élection le 16 août 2020.
Il est président du conseil artistique de la Réunion des musées nationaux à partir de 1988 et a été président du Conseil supérieur du mécénat culturel de 1987 à 1989, membre du conseil du musée de la Légion d'honneur et de la Société des amis du Louvre, du conseil d'administration de la Cité des arts, ainsi que membre de la Morgan Library et du Metropolitan Museum Council (New York). Il est également membre du comité d'honneur du Groupe PlaNet Finance.
Michel David-Weill est également membre de l'Automobile Club de France, du Cercle de l'union interalliée et de la Commission trilatérale.
Il meurt à New York dans la nuit du 16 au 17 juin 2022, à l'âge de 89 ans,,,. Il est inhumé au cimetière du Montparnasse (division 9).

### Famille
Michel David-Weill épouse Hélène Lehideux, présidente des Arts décoratifs, fille de Robert Lehideux, dirigeant de la banque Lehideux, et d'Odette Vyau de Lagarde. De cette union naissent quatre filles :
- Béatrice, épouse de Bertrand de Villeneuve-Bargemont, puis d'Édouard Stern ;
- Cécile, romancière, épouse d'Emmanuel Renom de La Baume[10] ;
- Nathalie, épouse d'Olivier Merveilleux du Vignaux ;
- Agathe, épouse de Pierre Mordacq.

## Publications
- L'esprit en fête, Robert Laffont, 2007.

## Distinctions

### Prix
- Prix Combourg, 2009

### Décorations
- Grand-croix de la Légion d'honneur[11], 14 juillet 2011
  -  Grand officier de la Légion d'honneur[12], 20 juin 2007
- Officier de l'ordre national du Mérite
- Commandeur de l'ordre des Arts et des Lettres